# Chicuarotes
Chicuarotes es una película mexicana dirigida por Gael García Bernal. Se estrenó en el Festival de Cannes, Francia en 2019 y se proyectó en México el 27 de junio de ese mismo año. Es la segunda película de Gael García como director con el guion de Augusto Mendoza.
La película se rodó en el pueblo de San Gregorio Atlapulco en la alcaldía de Xochimilco en la Ciudad de México. El rodaje comenzó justo después de los sismos de 2017, siendo este pueblo de uno de los más afectados, la crítica fue recibida como positiva.

## Argumento
El "Cagalera" y el "Moloteco" son dos jóvenes que buscan salir de la pobreza que abunda en el pueblo de San Gregorio Atlapulco. Tratan de conseguir algo de dinero con una rutina de chistes caracterizados de payasos en el transporte público. Dado que no consiguen mucho dinero, deciden asaltar a los pasajeros.
Así es como empiezan a cometer una serie de delitos menores intentando juntar dinero para comprar una plaza en el sindicato de electricistas. Sus intentos se ven frustrados y sus actos delictivos culminan con un secuestro en un intento por conseguir el dinero que les permita irse de su pueblo y tener una mejor vida.

## Reparto
- Benny Emmanuel como "el Cagalera".
- Gabriel Carabajal como "el Moloteco".
- Leidi Gutiérrez como Sugheili.
- Pedro Joaquín como "Victor".
- Esmeralda Ortiz como la hermana del "Cagalera".(Guily)
- Dolores Heredia como "Tonchi".
- Daniel Giménez Cacho como "el Chillamil".
- Enoc Leaño como "Baturro".
- Saúl Mercado como "Karina".
- Alejandro De la Rosa como "El Carnicero".